# Rolly Woolsey
Roland Bert Woolsey (Provo, 11 agosto 1953) è un ex giocatore di football americano statunitense che ha giocato nel ruolo di defensive back per quattro stagioni nella National Football League (NFL). Fu scelto nel corso del sesto giro (148º assoluto) del Draft NFL 1975 dai Dallas Cowboys. Al college ha giocato a football alla Boise State University.

## Carriera professionistica
Woolsey fu scelto nel corso del quarto giro del Draft 1975 dai Dallas Cowboys. Con essi rimase una stagione disputando tutte le 14 partite in cui ritornò sei punt per 25 yard totali e 12 kickoff per 247 yard totali. Nel 1976, Roland passò alla neonata franchigia dei Seattle Seahawks. Con essi disputò la miglior stagione della carriera mettendo a segno 4 intercetti in 14 partite. Le ultime due stagioni le trascorse con i Cleveland Browns e i St. Louis Cardinals.

## Palmarès
- National Football Conference Championship: 1

Dallas Cowboys: 1975

## Statistiche
| Partite totali   | 44 |
| Intercetti fatti | 5  |